# Gà tơ
Gà tơ, hay còn gọi là gà non, gà giò hoặc gà mới lớn, là những con gà đang trong giai đoạn trưởng thành nhưng chưa thuần thục (đối với gà trống thì chưa biết gọi mái, đạp mái, còn gà mái thì chưa rặp, chưa đẻ, gọi là gà mái dầu). Thông thường, gà tơ được dùng làm thực phẩm và một số là giai đoạn nuôi dưỡng gà chọi, các món gà tơ được đánh giá là ngon do thịt gà mềm vì gà mới lớn.

## Phân loại

### Ở châu Âu và Mỹ
Ở Liên minh Châu Âu thì Gà tơ còn được gọi là Poussin (phát âm là /puːsæn/ và đôi khi thường được gọi là coquelet) là một thuật ngữ của một con gà trống trẻ, ít hơn 28 ngày tuổi tại cơ sở giết mổ và thường nặng khoảng 400-450 gram (14-16 oz) nhưng không được trên 750 gram (26 oz). Nó đôi khi còn được gọi là gà spring, Mặc dù gà spring thường đề cập đến gà có trọng lượng 750-850 gram (26-30 oz). Tại Hoa Kỳ, được Poussin tại tên thay thế cho một con gà lai giống được gọi là gà đá gà Cornish còn nhỏ nhỏ, được phát triển vào cuối những năm 1950, nó có thể gấp đôi tuổi và lớn gấp hai lần như Poussin điển hình của Anh.

### Ở Việt Nam

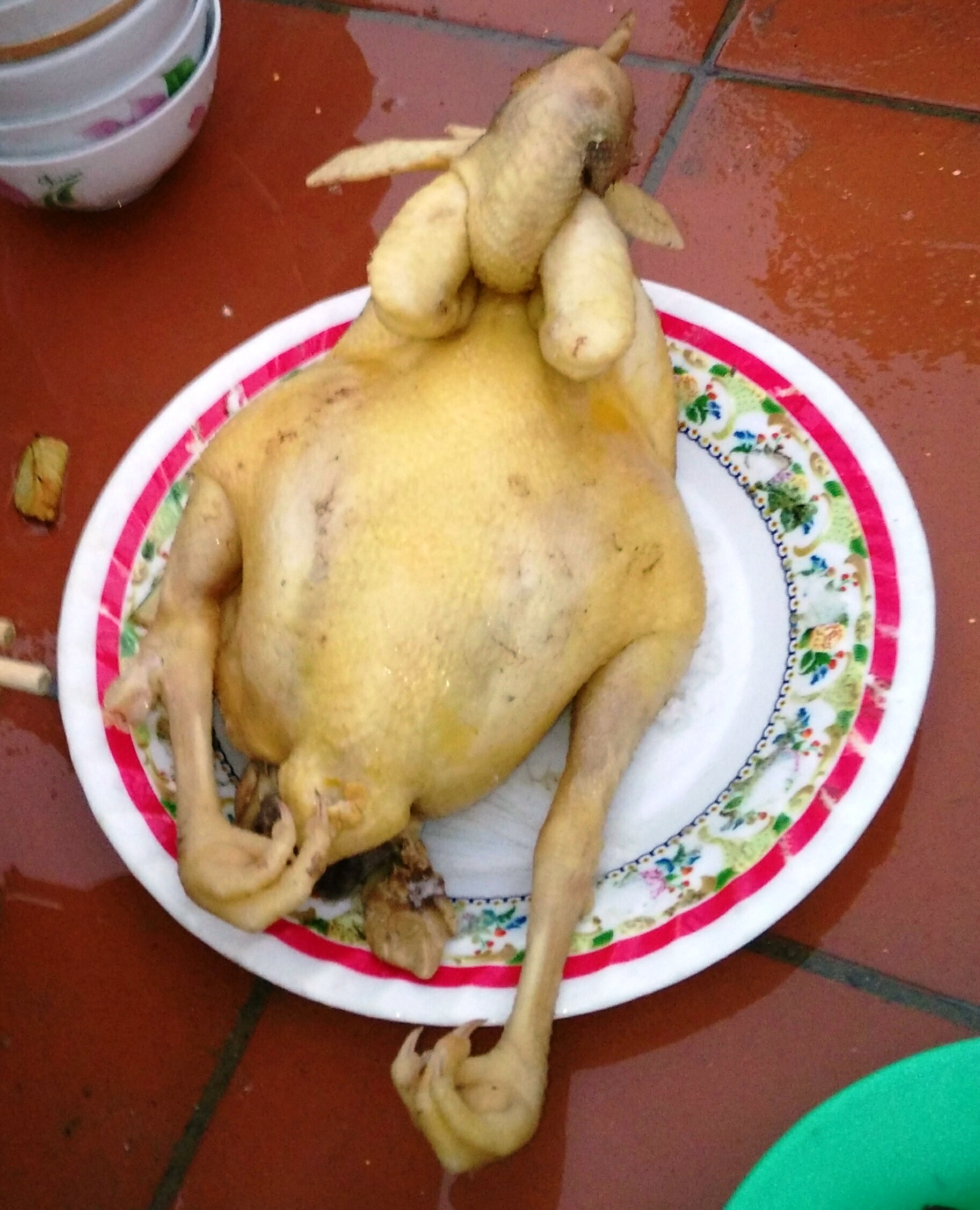
Một con gà tơ được làm để cúng

Những con gà tơ hay gà trống tơ thông thường chọn để thắp hương Tết. Về cân nặng, gà trống tơ thường nhỏ hơn 1,8 kg, lông bóng mượt, áp sát thân, màu lông sáng. Chân gà thẳng, thon nhỏ. Da chân vàng đều và sáng bóng. Móng chân bị mòn và bám đen trong khóe móng. Gà trống vừa nhú cựa như hạt bắp. Da gà mỏng, mềm mại, bóng bẩy, có một số vệt vàng lớn dưới ức, cánh. Qua lớp da có thể nhìn thấy thịt, tia máu ở phần nách, dưới cánh vì da không có mỡ. Khi lại gần, sờ diều gà không quá no, quá đói, phân gà như con ốc, mào phải đỏ, dựng, ngực chắc, không có tiếng khò khè. Thịt gà tơ và bông cải xanh đều là những thực phẩm tốt cho những chế độ ăn kiêng, Các món cháo gan gà tơ tốt cho sức khỏe
Đối với các giống gà chọi, gà tơ vào khoảng 7 hay 8 tháng tuổi trở lên là bắt đầu vào việc tập luyện. Gà tơ trong giai đoạn tôi được cột dây trong khi chờ đợi để biệt dưỡng, gà tơ trong sân cột được cho xổ hàng tuần để quan sát độ gan lỳ và tình trạng sức khỏe, và ghi nhận mức độ tiến bộ về khả năng và lối đá của chúng. Tỉa là cắt bỏ mồng và tích của gà tơ. Gà tơ dự định đem đá được tỉa mồng khi đạt từ 7 đến 8 tháng tuổi. Ở tuổi này, nó phải có khả năng chịu đau khi bị cắt mồng và tích. Khi còn non, đặc biệt là khi chưa gọi mái, tỉa mồng sẽ khiến gà bị tổn thương.
Những con gà tơ hay gà choai, nhất là gà trống thiến, thường được chọn làm gà cúng, gà cúng đêm giao thừa phải là gà trống hoa, trống mới le te gáy, không khuyết tật, màu lông đỏ hay vàng đỏ, mào đơn thẳng đứng, mỏ vàng, chân vàng… và quan trọng là chưa đạp mái (có ý nghĩa khỏe mạnh, tinh khiết) thì lời thỉnh cầu mới linh nghiệm. Gà được chọn để cúng lễ nhất thiết phải là gà trống tơ khỏe mạnh, mào lớn màu cờ, mình gà vàng đầy đặn, chân vàng, chưa đạp mái. Gà trống hoa mơ (chân cao, màu vàng hoặc trắng), rồi tới gà trống tía, trống đen, trống lông tạp, gà ri (màu mận, vàng sẫm, mào cờ 5 khía, chân nhỏ, chưa nhú cựa, da và chân màu vàng) cũng rất được chuộng để cúng tế.

## Nghĩa rộng
Trong văn hóa Việt Nam, thuật ngữ gà tơ hay thuật ngữ "tơ" (gà tơ, nai tơ, bò tơ, gái tơ, trai tơ...) được dùng để chỉ về những người còn non trẻ, thiếu trải nghiệm, ngây thơ và thông thường là chưa quan hệ tình dục, ở Trung Quốc, cũng chính cách tiếp cận như thế đôi khi chuyển tải ngôn ngữ tạo ra sự hài hước mà điển hình là món gà tơ (chữ Hán: 童子雞) được gọi là món gà chưa từng yêu hay gà chưa từng quan hệ tình dục (gà tơ = chicken without sex life) xuất hiện trong thực đơn của hầu hết nhà hàng tại Bắc Kinh, điều này khiến du khách nước ngoài tránh các tình huống dở khóc dở cười. Sau đó Chính quyền Bắc Kinh đã gạch tên món "gà chưa từng yêu" vì một số nhà hàng Bắc Kinh đã quá trớn khi cố tình tạo ra các tên gọi kích thích trí tò mò của thực khách. Ngoài ra, ở Việt Nam khi nói về những đôi lứa so le như dôi đũa lệch, con gà cũng được đem ra so sánh: Gà tơ xào với mướp già/Vợ hai mươi tuổi, chồng đà sáu mươi.